# Sapropterin
Sapropterin ist der internationale Freiname für 5,6,7,8-Tetrahydrobiopterin (BH4, THB, Handelsname Kuvan). Dieses reduzierte Biopterin aus der chemischen Gruppe der Pterine kommt einerseits natürlich in höheren Organismen als Kofaktor für das Enzym Phenylalaninhydroxylase vor und wird andererseits als Arzneistoff verwendet, wozu es synthetisch hergestellt wird.

## Tetrahydrobiopterin (Naturstoff)
Das natürliche Tetrahydrobiopterin (BH4) findet sich bei höheren Organismen vermutlich in jeder Körperzelle und ist dort ein essentieller Kofaktor für eine Reihe enzymatischer Prozesse.
Tetrahydrobiopterin wird in den Zellen in drei enzymatischen Schritten aus Guanosintriphosphat hergestellt. Dabei kommen die Enzyme GTP-Cyclohydrolase I, 6-Pyruvoyltetrahydropterin-Synthase und Sepiapterin-Reduktase zum Einsatz.
Als Kofaktor wirkt es bei der von Phenylalaninhydroxylase katalysierten Umwandlung von Phenylalanin zu Tyrosin, bei Tyrosinhydroxylase die Umwandlung von Tyrosin in Levodopa, bei Tryptophanhydroxylase Tryptophan in 5-Hydroxytryptophan sowie bei NO-Synthase die Synthese von Stickstoffmonoxid.

Schema des Redoxsystems 5,6,7,8-Tetrahydrobiopterin (1), 4a-Hydroxytetrahydrobiopterin (2) und 6,7-Dihydrobiopterin (3). Eine Tetrahydrobiopterin-abhängige Monooxygenase (A) hydroxyliert einen Aromaten, wobei 4a-Hydroxytetrahydrobiopterin entsteht. Dieses wird zu 6,7-Dihydrobiopterin unter Abspaltung von Wasser umgesetzt, was eine 4a-Hydroxytetrahydrobiopterin-Dehydratase (B) katalysiert. Die 6,7-Dihydropteridin-Reduktase (C) schließlich ermöglicht die NAD(P)H-abhängige Umwandlung von 5,6,7,8-Tetrahydrobiopterin und 6,7-Dihydrobiopterin.

## Sapropterin (Arzneistoff)

### Indikation
Sapropterin ist für die Behandlung von Hyperphenylalaninämie (HPA) bei Erwachsenen und Kindern ab vier Jahren mit Phenylketonurie (PKU), die auf eine solche Behandlung ansprechen, zugelassen. Es ist ebenso für die Therapie von HPA bei Erwachsenen und Kindern mit Tetrahydrobiopterin-Mangel, die auf eine solche Behandlung ansprechen, zugelassen. Etwa 30 bis 50 Prozent der Patienten mit PKU sprechen auf Sapropterin an.

### Wirkmechanismus
Sapropterin reduziert den Phenylalanin-Spiegel im Blut von PKU-Patienten, die auf die Therapie ansprechen. Der diesem Effekt zugrunde liegende Mechanismus ist noch nicht vollständig aufgeklärt. Saproterin wirkt als pharmakologisches Chaperon. Offensichtlich spielt die Anreicherung und Stabilisierung der, bei den Betroffenen, mutierten Phenylalaninhydroxylase eine wichtige Rolle. Dadurch kann vermehrt Phenylalanin abgebaut werden.

### Pharmakologische Daten
Nach der oralen Einnahme von Sapropterin wird nach etwa 3 bis 4 Stunden die maximale Plasmakonzentration erreicht. Bei gesunden Erwachsenen beträgt die Plasmahalbwertszeit ungefähr vier Stunden. Bei Patienten, die an PKU leiden und auf Sapropterin ansprechen, liegt sie bei 6,7 Stunden.

### Nebenwirkungen
Häufigste Nebenwirkungen sind Kopfschmerzen und Rhinorrhoe (Nasenausfluss) (10 %), sowie Husten, Übelkeit, pharyngolaryngeale Schmerzen, Nasenverstopfung, Durchfall, Erbrechen und Bauchschmerzen (1 bis 10 %).

### Pharmazeutische und chemische Informationen
Sapropterin wird in Form seines Dihydrochloridsalzes für die Arzneimittelherstellung eingesetzt und wird peroral eingenommen.
Sapropterin ist der einzige Arzneistoff, der zur Behandlung der Phenylketonurie als zugelassenes Fertigarzneimittel verfügbar ist. In den USA erfolgte die Zulassung am 13. Dezember 2007. Am 2. Dezember 2008 erfolgte die europaweite Zulassung durch die Europäische Kommission. Seit April 2009 ist es auf dem deutschen Markt erhältlich.

### Markennamen
Sapropterin wird unter dem Markennamen Kuvan® in Europa von Merck Serono vertrieben; in den USA durch BioMarin Pharmaceutical und in Japan durch Asubio Pharmaceuticals – jeweils unter dem gleichen Markennamen. Zuvor trug es den Markennamen Phenoptin.